# Письма Гедимина

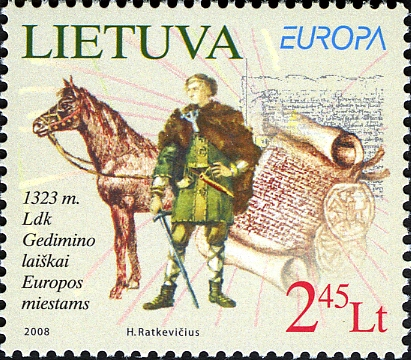
Почтовая марка Литвы, посвященная письмам Гедимина

Пи́сьма Гедими́на — один из древнейших памятников письменности Великого княжества Литовского.
Сохранились копии шести писем великого князя литовского Гедимина, написанных по-латыни в Вильне в 1323—1324 годах и адресованных папе римскому Иоанну XXII, властям ганзейских городов Бремена, Кёльна, Любека, Ростока, Грайфсвальда, Штеттина и других, также немецким францисканцам и доминиканцам. В письмах Гедимин заявлял о своем желании принять христианскую веру. Крестоносцы обличались в том, что они на самом деле захватчики и ими движут отнюдь не забота о христианизации Литвы. Кроме того, в Литву приглашались рыцари, лекари, ремесленники (сапожники, тележники, каменотесы, серебреники, баллистарии, соледобытчики, пекари), купцы, земледельцы, рыбаки, а также священники, причем сообщалось, что уже выстроены две церкви в Вильне («in civitate nostra regia dicta Vilna») и Новогрудке. Всем гарантировалась безопасность, свобода передвижения, полное или на несколько лет освобождение от налогов и повинностей. Письма свидетельствуют о стремлении литовского государя к международному признанию и позволяют усматривать в деятельности Гедимина широкую программу экономической, культурной и военной модернизации Литвы. В письмах впервые упоминается Вильна как столица Литвы.
Сочетание в стилистике писем языческих и христианских черт объясняют тем, что они диктовались язычником князем, а записывались христианином писцом. Письма оцениваются не только как важный источник истории культуры и документы политической истории, но и как образцы средневековой эпистолярной словесности.